# STV Glasgow
STV Glasgow est une chaîne de télévision locale diffusée à Glasgow et ses alentours. Cette antenne régionale appartient à STV Group plc et est gérée en partenariat avec l'Université calédonienne de Glasgow.

## Histoire de la chaîne
En janvier 2013, STV Group plc obtient des licences de télévision pour gérer la diffusion de deux chaînes de télévision locale à Édimbourg et à Glasgow pour une durée de 12 ans. Le groupe décide de travailler en partenariat avec l'Université calédonienne de Glasgow et l'Université Napier d'Édimbourg pour les deux chaînes.
STV Glasgow commence à émettre le 2 juin 2014 à 18 heures 30. STV Edinburgh, quant à elle, sera lancée en janvier 2015.